# Mujer comprada
Mujer comprada (trad.: Mulher Comprada) é uma telenovela mexicana produzida e exibida pela Azteca entre 24 de agosto de 2009 e 5 de março de 2010.
Foi protagonizada por José Ángel Llamas e Andrea Martí e antagonizada por Gabriela Vergara e Bernie Paz.

## Sinopse
Angelica, uma mulher que aluga seu ventre para inseminação artificial em troca de pagar para a operação de sua mãe Laura, rica, frívola e álcoolatra, que está no mesmo hospital que Consuelo, mãe de Angélica, por tentativa de suicídio que, sendo estéril não pode dar o seu marido Miguel Ángel um filho.
Então, Laura tem um problema resolvido, mas algo complicado na vida de Angelica, mas apoiada por uma amiga consegue um emprego onde conhecerá Franco Rossi, que se apaixona por ela; ela não pode correspondê-lo, pois conhece Miguel Angelo, o homem que carrega uma criança, e não saber quem é o pai, ele tem sido no amor com ele.
O problema real virá quando se arrependem "Angelica" para entregar o seu filho, mas é exigido por lei e ainda tentar recuperá-lo.
Angelica tem uma irmã chamada Francis que está apaixonado loucamente Daniel, namorado de Angélica e que já tinha planos de casamento, mas isso para aprender o que fez Angelica cancelou seus planos e no alcoolismo que faz com que a nostalgia se deitar com Francis e este é grávida dele. Tempo depois eles se casam.
Ofelia, é a tia Angélica e Francis mas ela também se apaixona Alfonso, muito mais jovem do que ela, que acontece de ser irmão de Miguel Ángel (filho de Abelardo) e Franco (filho de Giovanna) menino, isso faz com que a desaprovação a mãe de Alfonso, Giovanna, que é casada com Abelardo, um velho amor Ofelia deixou de coração, e graças a esse amor permaneceu com medo por muito tempo. Mas quando ela conhece Alfonso, sem ela saber é o filho de Abelardo, ele percebe o que é o verdadeiro amor. No entanto Abelardo constatação não deixará de procurar mostrar que ele mudou e responde. Mas Alfonso, para encontrá-los se beijando, ela foge de casa e um acidente ocorre, o que faz com que ele enviou para o hospital. Depois de sair, ela decide perdoar Ofelia, mas não seu pai, Abelardo.
Enquanto isso, Laura vai fazer todo o possível para separar Miguel Ángel e Angelica, e tirar a "sua" filha.
Enquanto, por sua vez, Susa e Cosme discutido, o que torna seu refúgio em alemão, que se apaixona por ela, mas que tem um passado escuro, para dormir com Laura nos estábulos, e trabalhando para Lozano Díaz - Lombardi.

## Elenco
- Andrea Martí - Angélica Valdez
- José Ángel Llamas - Miguel Ángel Díaz-Lozano
- Gabriela Vergara - Laura Herrera
- Bernie Paz - Franco Rossi / Franco Díaz-Lozano Lombardi
- Saby Kamalich - Giovanna Lombardi
- Héctor Bonilla - Abelardo Diaz-Lozano
- Montserrat Ontiveros - Consuelo
- Martha Mariana Castro - Ofelia Valdez
- Miriam Higareda - Francisca 'Francis' Valdez
- Rodrigo Cachero - Cosme Herrera
- Cynthia Rodríguez - Susana
- Erick Chapa - Alfonso Diaz-Lozano
- Luis Yeverino - Daniel
- Claudia Lobo - Regina
- Fernanda Ruizos - Carlota Herrera
- Cecilia Piñeiro - Jenny
- Sandra Quiroz - Sofía
- Guillermo Quintanilla - Álvaro Herrera
- Patrick Fernández - Chícharo
- Matías Novoa - Germán
- Cristal Uribe - Silvia
- Luis Cárdenas - Bosco
- María José Rosado - Julia
- Tatiana del Real  - Tabata
- Natalie Schumacher - Luisa
- Surya Macgregor - Lorena
- Patricia Vásquez - Mariana
- Victor Luis Zuñiga - Mario